# Тюрьма (фильм, 1949)
«Тюрьма» (швед. Fängelse) — чёрно-белая драма режиссёра Ингмара Бергмана. Премьера фильма состоялась 19 марта 1949 г.

## Сюжет
Пожилой учитель математики предлагает своему ученику-кинорежиссёру идею великого фильма: Дьявол объявляет Землю адом. Режиссёр отвергает идею, но последующие события из жизни его друга-сценариста и возлюбленной-проститутки заставляют его пересмотреть свои взгляды.

## В ролях
- Дорис Шедлюнд — Биргитта Каролина Сёдерберг
- Биргер Мальмстен — Томас
- Эва Хеннинг — Софи
- Хассэ Экман — Мартин Грандэ
- Стиг Улин — Петер
- Ирма Кристенсон — Линнея
- Андерс Хенриксон — Пауль
- Марианна Лёфгрен — госпожа Бохлин
- Биби Линдквист — Анна
- Курт Масрельез — Альф
- Бритта Хольмберг — голос матери Биргитты

### В титрах не указаны
- Йон Бьёрлинг — мужчина из сна Биргитты
- Свен Бьёрлинг — работник киностудии
- Анита Блом — Анна
- Бритта Бруниус — мать Лассэ
- Оке Энгфельдт — полицейский
- Гёста Эрикссон — полицейский
- Кеннэ Фант — Арнэ
- Оке Фриделль — мужчина в пансионе
- Ингер Юэль — Грета
- Гунилла Клостерборг — Тёмная Леди
- Торстен Лилльекруна — фотограф
- Сеголь Манн — осветитель
- Бёрье Мелльвиг — полицейский
- Ульф Пальмэ — мужчина из сна Биргитты
- Арнэ Рагнеборн — жених Анны
- Лассэ Сарри — Лассэ

## Съёмочная группа
- Режиссёр-постановщик: Ингмар Бергман
- Сценарист: Ингмар Бергман
- Оператор: Гёран Стриндберг
- Продюсер: Лоренс Мармстедт
- Художник-постановщик: П. А. Люндгрен
- Композитор: Эрланд фон Кох
- Звукорежиссёр: Олле Якобссон
- Монтажёр: Леннарт Валлен
- Гримёр: Инга Линдестрём